# The Man from Brodney's
The Man from Brodney's er en amerikansk stumfilm fra 1923 af David Smith.

## Medvirkende
- J. Warren Kerrigan som Hollingsworth Chase
- Alice Calhoun som Genevra
- Wanda Hawley som Lady Agnes Deppingham
- Miss DuPont som Mrs. Browne
- Pat O'Malley som Robert Browne
- Kathleen Key som Neenah
- Bertram Grassby som Rasula
- Glen Cavender som Selim